# Miyagawa Chōshun

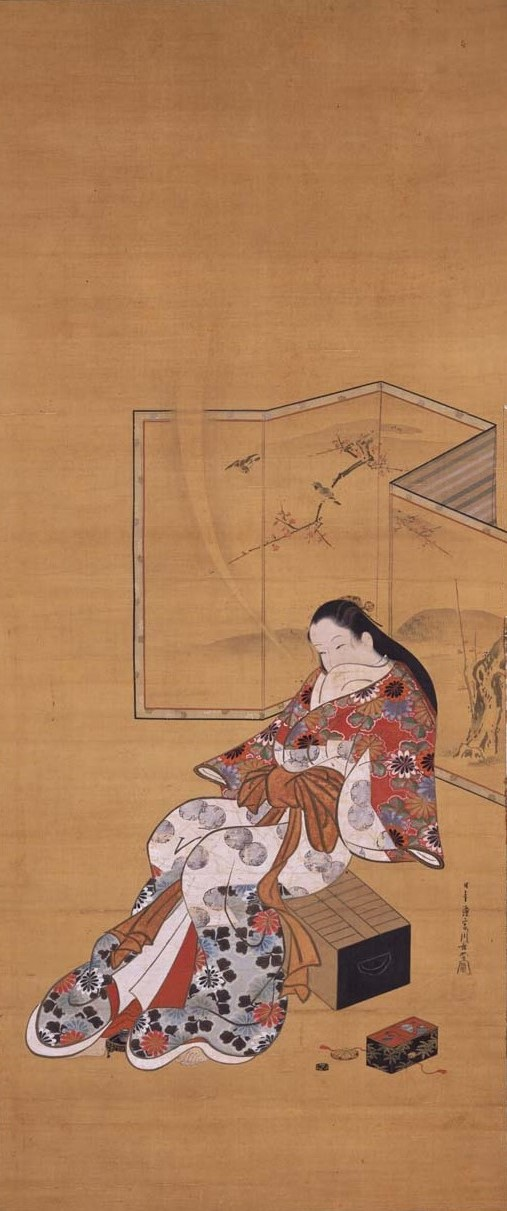
Kurtisane, Räucherduft genießend

Miyagawa Chōshun (japanisch 宮川 長春, Künstlername (Gō) Shunkyokudō (春旭堂), Rufname Chōzaemon (長左衛門); geb. 1682 in Miyagawa (Provinz Owari); gest. 18. Dezember 1752) war ein japanischer Maler im Ukiyoe-Stil während der mittleren  Edo-Zeit.
Er begründete die Miyagawa-Schule des Ukiyoe.

## Leben und Werk
Miyagawa, der sich so nach seinem Heimatort nannte, studierte zunächst das Yamato-e unter Mitgliedern der Tosa-Schule, wechselte dann aber unter dem Einfluss von Hishikawa Moronobu und Kaigetsudō Ando zur Ukiyoe-Schule. In Anlehnung an Ando schuf er keine Holzschnitte, sondern malte fast ausschließlich Bilder schöner Frauen mit feiner Linienführung und anmutiger Farbgebung, so wie es dem Geschmack der Kyōhō-Zeit (1710–1736) entsprach.
In seinen späteren Jahren gerieten Chōshun und seine Schüler, darunter auch sein Sohn, in Streit mit Kanō Shunga, einem offiziellen Maler des Tokugawa-Shogunats und Vertreter der Kanō-Schule. Chōshun beklagte, dass er für Ausbesserungsarbeiten in Nikkō nicht bezahlt worden sei. Als der Streit zum Tode mehrerer Beteiligter, darunter Shunga, führte, wurde Chōshuns wichtigster Schüler Miyagawa Isshō (宮川 一笑; 1689–1780) im Dezember des Jahres 1752 auf die Insel Niijima verbannt. Chōshun starb im selben Monat, am 18. Dezember.
Da Isshō nicht anwesend war, um die Linie fortzuführen, übernahm ein anderer Schüler die Nachfolge, Miyagawa Shunsui (宮川 春水). Shunsui hatte sich wie sein Lehrer Chōshun auf gemalte Bilder spezialisiert. Unter den Schülern befand sich auch Katsukawa Shunshō, der die Katsukawa-Schule als Zweig-Schule begründete.
Miyagawa Chōshuns bekannteste Werke sind „Kurtisane, Räucherduft genießend“ (遊女聞香 Yūjo monkō) und „Genre-Bildrolle“ (風俗図巻 Fūzoku zukan), beide im Besitz des Nationalmuseums Tokio.

## Bilder

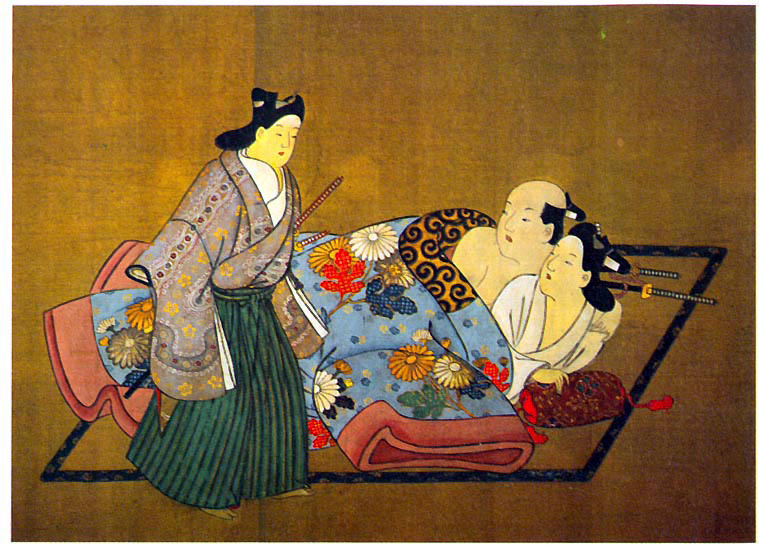
Shunga-Trio
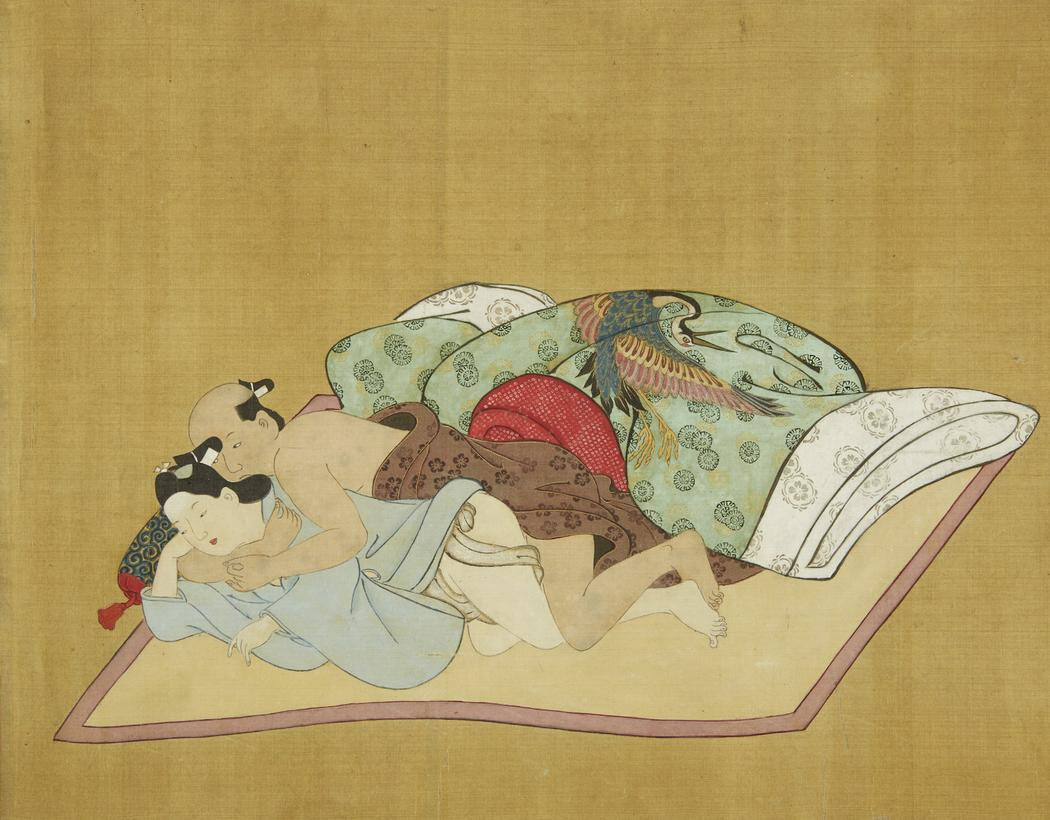
Shunga
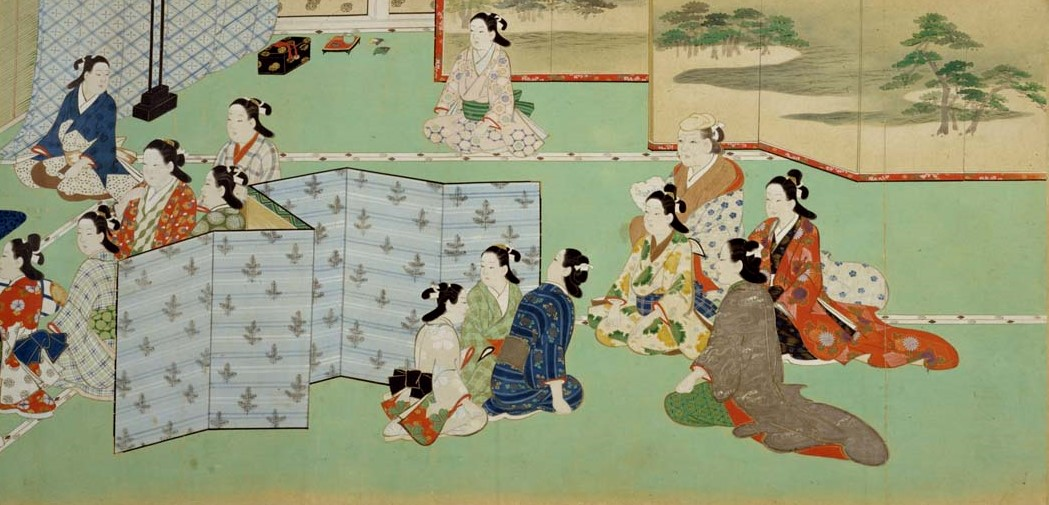
Genre-Bildrolle (Ausschnitt)
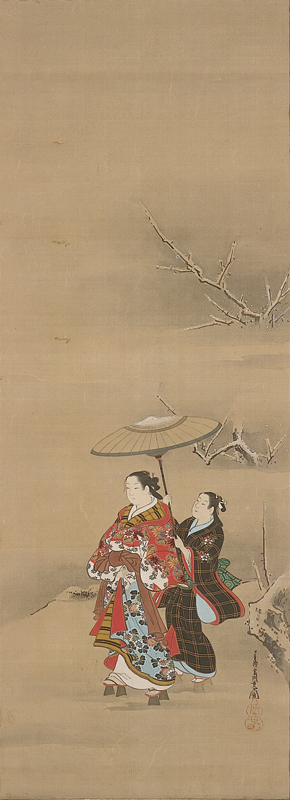
Paar im Regen
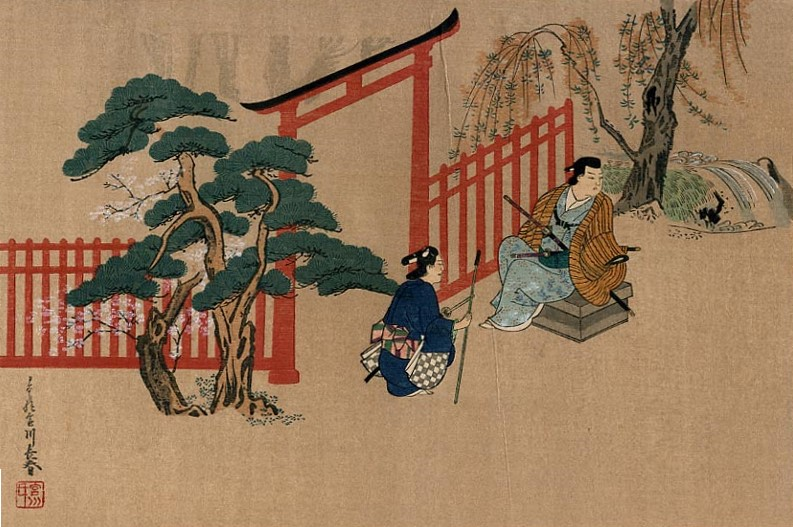
Szene am Schrein